# West Harrow
West Harrow è una stazione della metropolitana di Londra sulla Linea Metropolitan.

## Storia
La Metropolitan Railway passava attraverso questa zona da Harrow-on-the-Hill a Ruislip a partire dal 4 luglio 1904. La stazione di West Harrow aprì il 17 novembre 1913.

## Galleria d'immagini

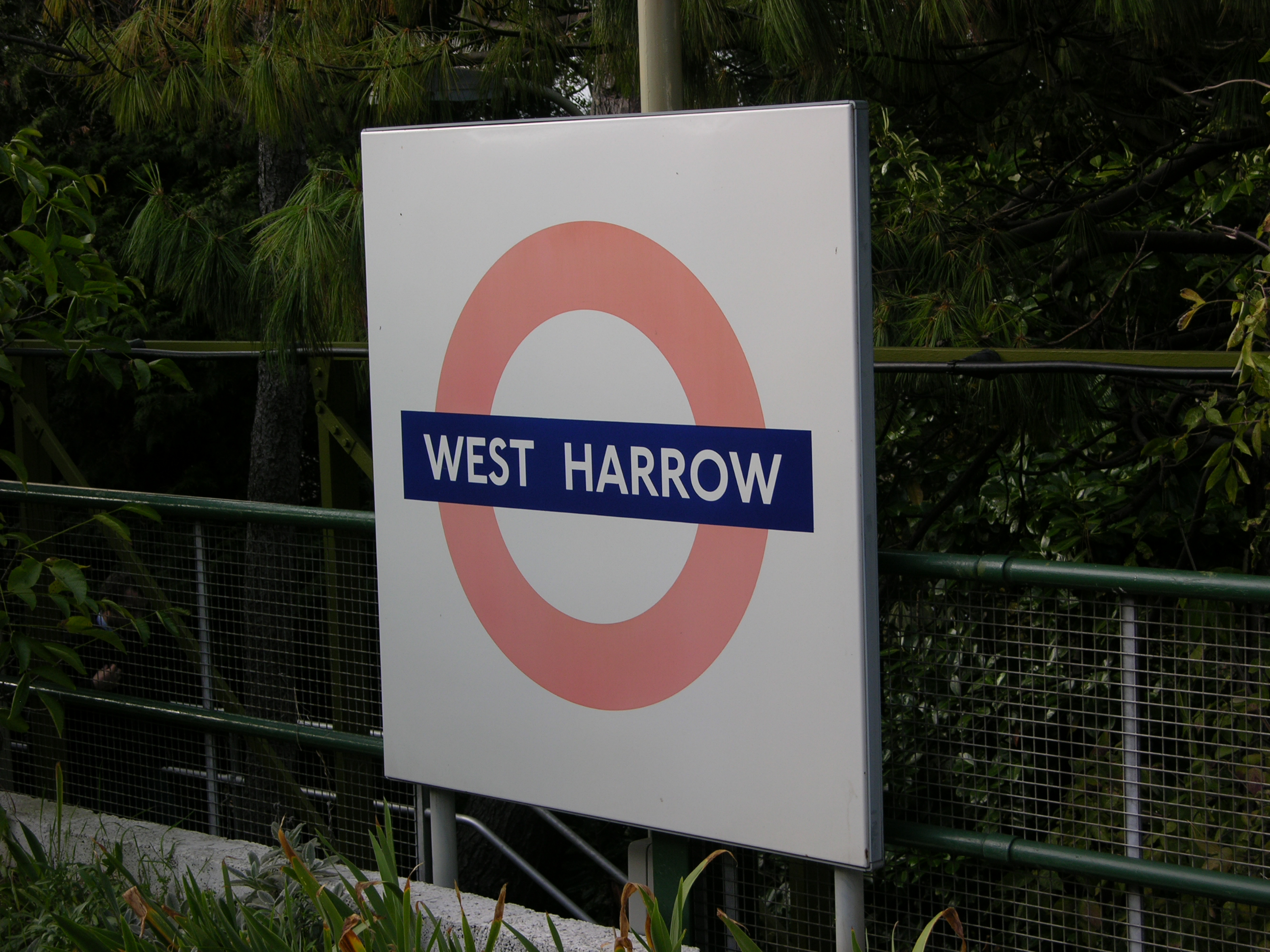
Segnale di stazione
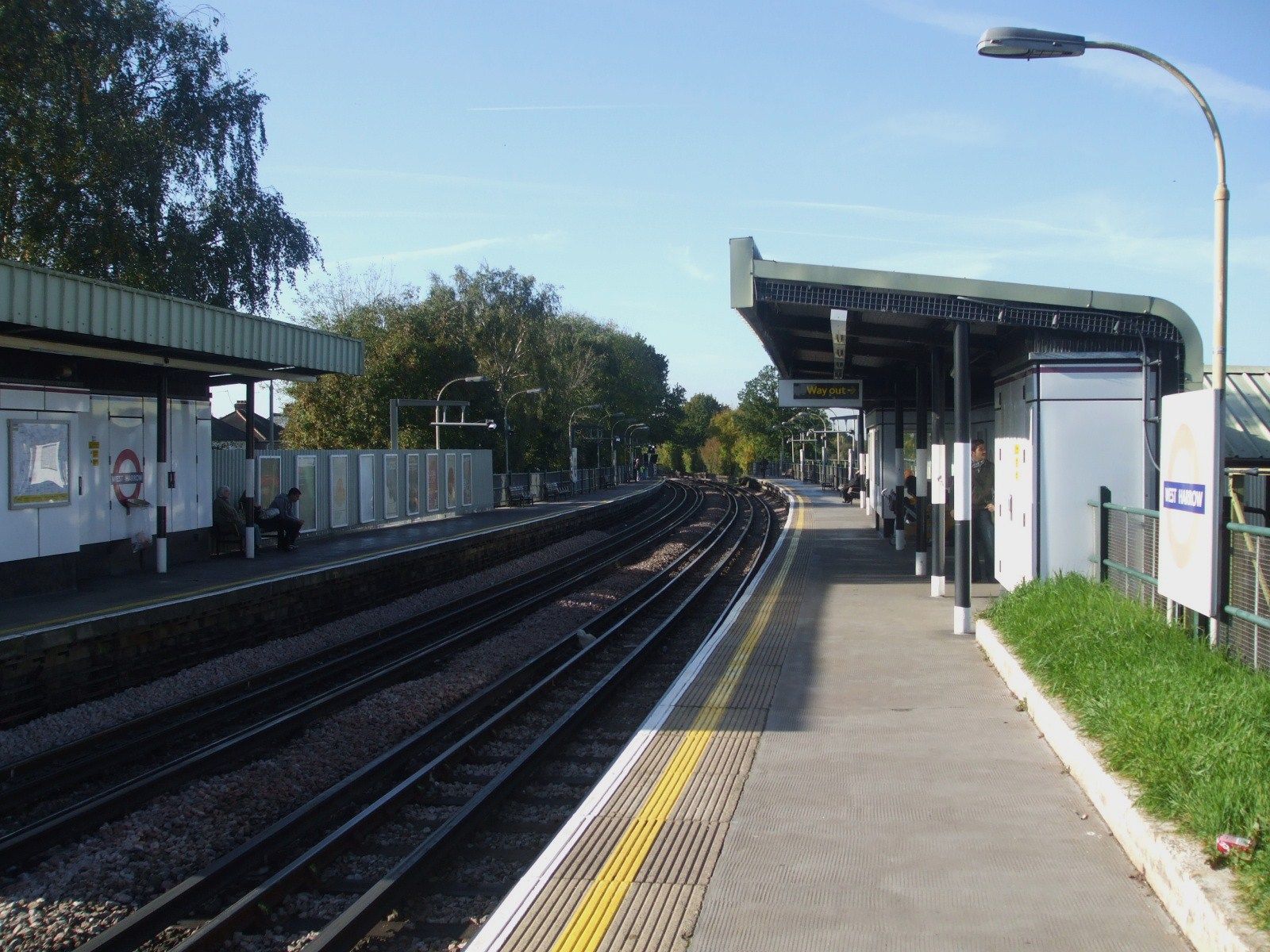
Piattaforma verso est
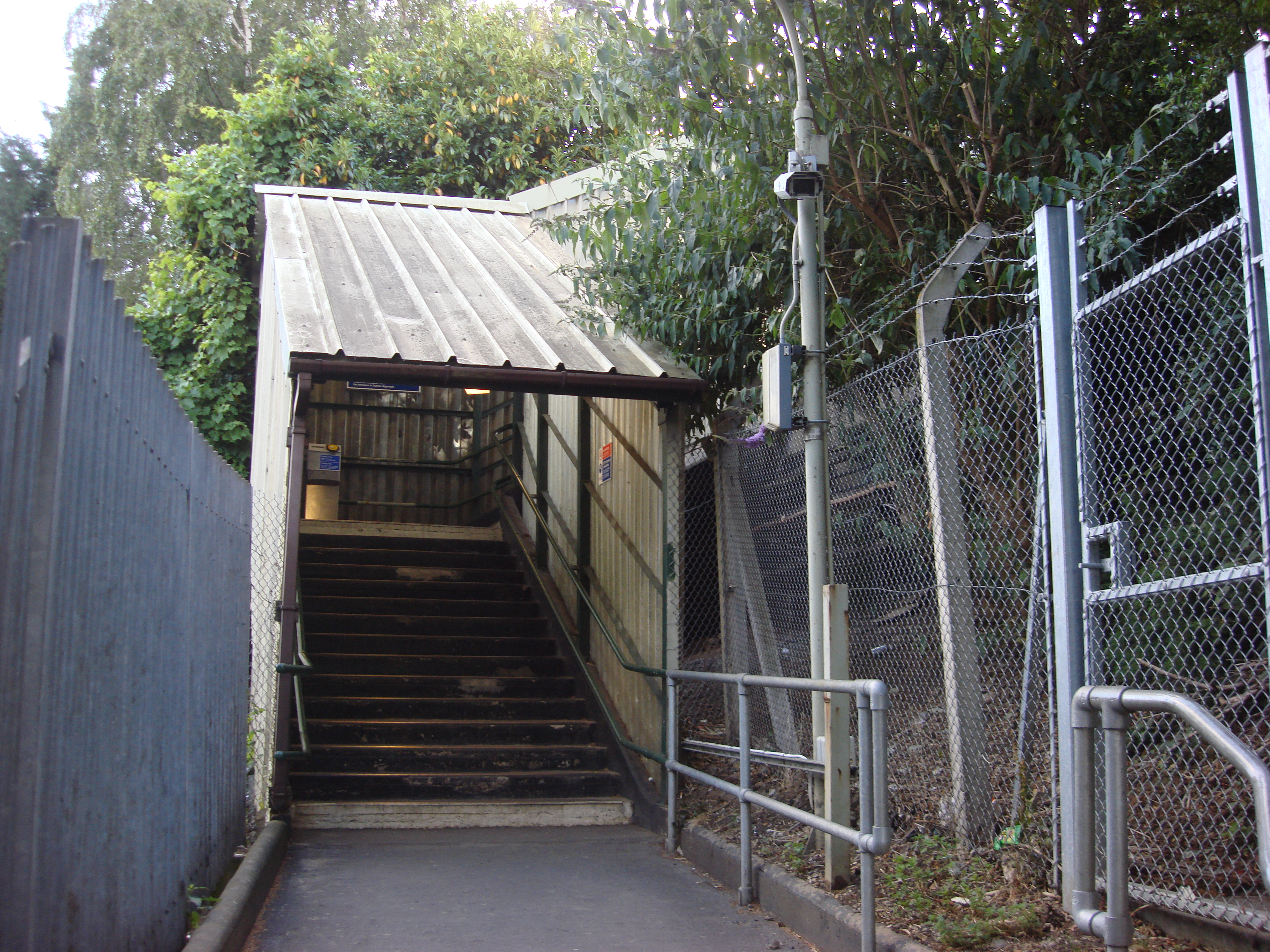
Ingresso alla piattaforma verso ovest
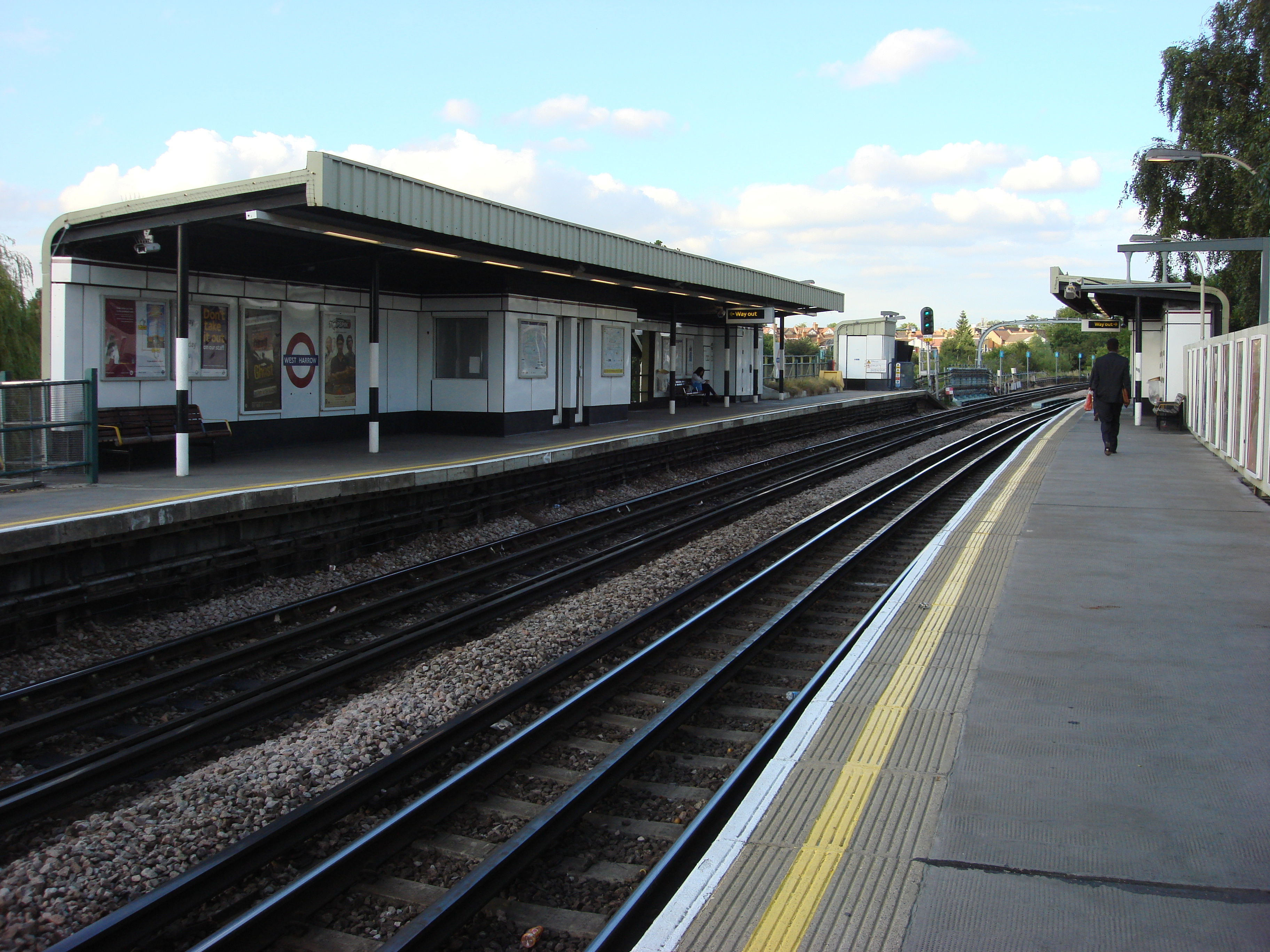
Piattaforma verso ovest